# Örbyleden

Örbyleden är en 4 750 meter lång huvudled för motortrafik mellan länsväg 226 i Örby och Trafikplats Gubbängen, riksväg 73 i Stockholms kommun. Den är i sin helhet en del av länsväg 229.
| Örbyleden mot nordväst respektive sydost i höjd med Stureby och Bandhagen, februari 2020. |  | Örbyleden mot nordväst respektive sydost i höjd med Stureby och Bandhagen, februari 2020. |
| Örbyleden mot nordväst respektive sydost i höjd med Stureby och Bandhagen, februari 2020. |  |                                                                                           |

Örbyleden börjar vid Örbymotet, och passerar Skönsmovägen, Skebokvarnsvägen, Bastuhagsvägen, tunnelbanan mellan Stureby och Bandhagen, Grycksbovägen, Stallarholmsvägen, Fagersjövägen och Lingvägen. Den slutar vid en viadukt över Nynäsvägen där den fortsätter som Tyresövägen.
Vägen fick sitt namn 1951 i samband med att området stadsplanerades. Utbyggnaden skedde i olika etapper.
- Sträckan Stallarholmsvägen-Grycksbovägen öppnades 1970.
- Sträckan Grycksbovägen-Skebokvarnsvägen öppnades 1972.
- Sträckan Stallarholmsvägen-Fagersjövägen öppnades 2 juli 1973.
- Sträckan Skönsmovägen-Skebokvarnsvägen öppnades 1976.

Delen Fagersjövägen-Nynäsvägen var del av Fagersjövägen fram till 1953.